# 秋山安三郎
秋山 安三郎（あきやま やすさぶろう、1886年3月9日 - 1975年6月19日）は、日本の演劇評論家、随筆家。

## 来歴
東京市浅草生まれ。9歳で奉公に出され、のち少年記者となり、銀行、外人商館、郵便局、横浜市役所などで働き独学する。1909年「二六新報」に入社。その後国民新聞、報知新聞で演劇記者として活躍。1923年東京朝日新聞に入社。1941年朝日新聞定年後も劇評を担当した。
歌舞伎や大衆演劇に精通し、1961年日本演劇協会功労賞受賞（永年にわたって担当した「朝日新聞」の劇評により）。
1966年第1回長谷川伸賞受賞
。

## 著書
- 『鉛筆書きいろいろ』私家版 1939 のち小山書店
- 『続鉛筆書きいろいろ』小山書店 1941
- 『町の随筆』六興出版部 1948
- 『東京えちけっと』創元新書 1953
- 『みつまめ随筆』朝日新聞社 1955 (朝日文化手帖)　1955
- 『女がそろそろ洋服を着はじめた頃の出来事 新鉛筆がきいろいろ』創造社 1955
- 『愛妻物語』有紀書房 1962
- 『東京っ子』朝日新聞社 1962
- 『随筆ひざ小僧』雪華社 1966
- 『人生玉ころがし』永田書房 1974
- 『下町今昔』永田書房 1976